# Budrovci Draganićki
Budrovci Draganićki es una localidad de Croacia en el municipio de Draganić, condado de Karlovac.

## Geografía
Se encuentra a una altitud de 45 m s. n. m. a  km de la capital nacional, Zagreb.

## Demografía
En el censo 2011, la localidad se encontraba deshabitada.
| Gráfica de población de Budrovci Draganićki 1857-2011               |
|                                                                     |
| Según los censos de población de la oficina estadística de Croacia. |